# Mum (chanson)
Pour les articles homonymes, voir Mum (homonymie).
Chansons représentant la Biélorussie au Concours Eurovision de la chanson
Love Me Tonight
(2005) Work Your Magic
(2007)
Mum (en français Maman) est la chanson représentant la Biélorussie au Concours Eurovision de la chanson 2006. Elle est interprétée par Polina Smolova.

## Eurovision
La chanson s'appelle à l'origine Mama en biélorusse. Elle est la gagnante du concours par la décision d'un jury entre quinze chansons sélectionnées après un appel à candidatures puis après une première émission de télévision qui en retient trois et une seconde qu'elle remporte. La chanson gagnante Mama est repensée et renommée Mum spécifiquement pour le concours.
Comme la Biélorussie en 2005 n'a pas fini dans les dix premiers de la finale, la chanson est d'abord présentée lors de la demi-finale.
La chanson est la cinquième de la soirée, suivant Sense tu interprétée par Jennifer pour Andorre et précédant Zjarr e ftohtë interprétée par Luiz Ejlli pour l'Albanie.
De nombreux critiques notent les inexactitudes grammaticales de l'anglais des paroles. La performance se fait avec quatre danseurs et des choristes exécutant des mouvements acrobatiques sur scène.
À la fin des votes, elle obtient 10 points et finit à la 22e et avant-dernière place sur vingt-trois participants. Elle ne fait pas partie des dix premières chansons qualifiées pour la finale. C'est le pire résultat de la Biélorussie au Concours Eurovision de la chanson.

### Points attribués à la Biélorussie
| 12 points | 10 points | 8 points   | 7 points | 6 points  |
| --------- | --------- | ---------- | -------- | --------- |
|           |           |            |          | - Russie  |
| 5 points  | 4 points  | 3 points   | 2 points | 1 point   |
|           |           | - Moldavie |          | - Ukraine |